# Troicki okręg administracyjny Moskwy
Troicki okręg administracyjny (ros. Тро́ицкий администрати́вный о́круг) – jeden z 12 okręgów administracyjnych Moskwy. Okręg powstał 1 lipca 2012. W momencie powstania obejmował osiedla, które wcześniej należały do rejonów naroformińskiego i podolskiego, jak również Troick – miasto wydzielone na poziomie obwodu, wcześniej części obwodu moskiewskiego.

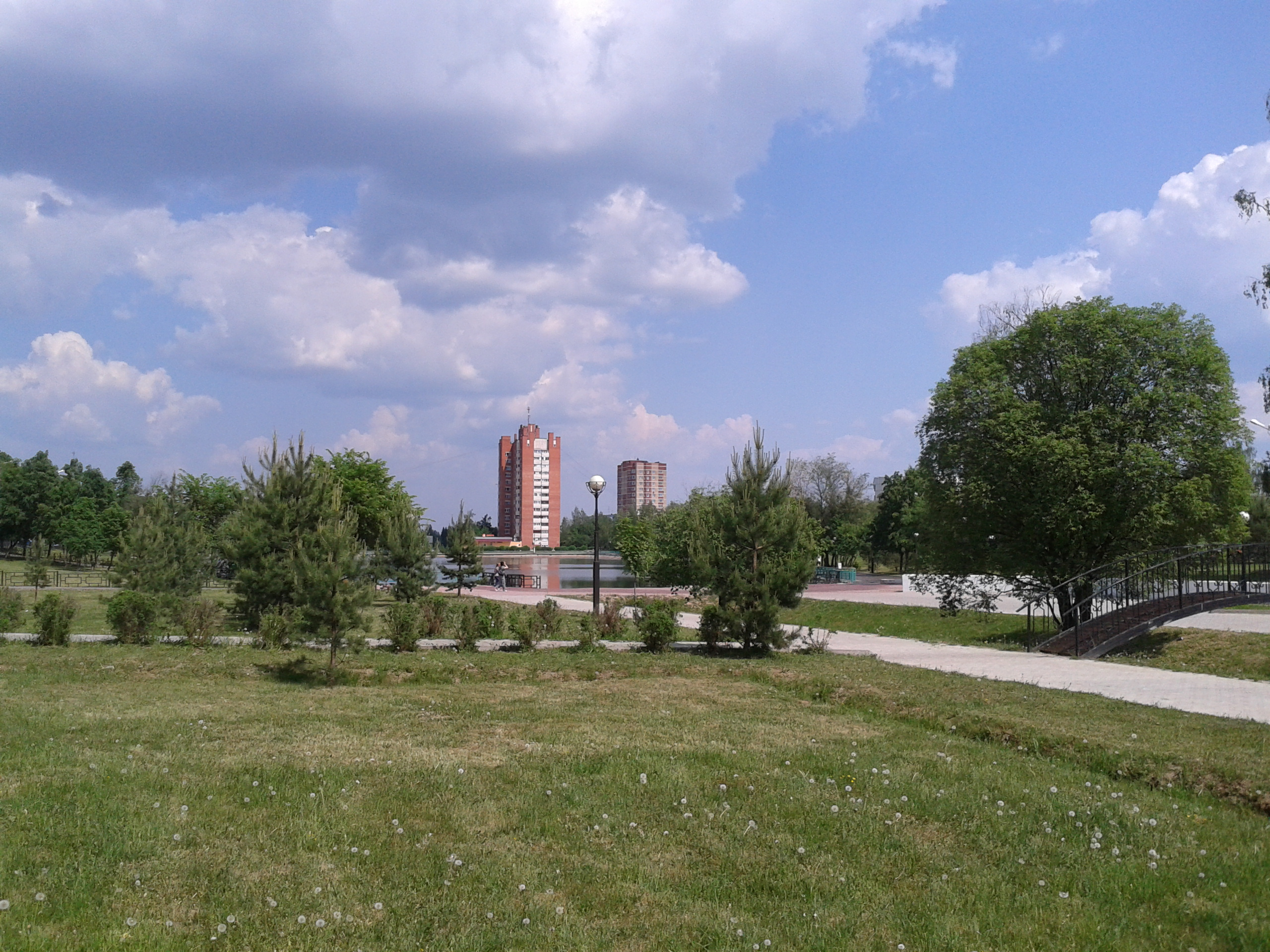
Osiedle woronowskie – LMS

- Troick;
- Kijewskij;
- Osiedle klonowskie;
- Osiedle krasnopachrowskie
- Osiedle michajłowsko-jarcewskie
- Osiedle nowofiodorowskie
- Osiedle pierwomajskie;
- Osiedle rogowskie;
- Osiedle szczapowskie;
- Osiedle woronowskie.